# 第三次西里西亚战争
1756至1763年，普鲁士与奥地利爆发第三次西里西亚战争（德語：Dritter Schlesischer Krieg），双方盟友纷纷参战，最后普鲁士依旧牢牢把握西里西亞地区（今波兰西南部）主权。西里西亚、波希米亚与上薩克森是双方交手的主战场，也是七年战争的重要戰區。腓特烈大帝统治的普鲁士和玛丽亚·特蕾西娅领导的奥地利在18世纪中期共发生三次西里西亞戰爭，均以普鲁士控制西里西亚告终。
两国在18世纪40年代上半叶先后爆发第一和第二次西里西亚战争，第三次可视为前两次战争的延续。各方签署《1748年亚琛条约》结束奧地利王位繼承戰爭后，奥地利全面改革并彻底改变传统外交政策，准备与普鲁士再燃战火。与前两次冲突一样，本次战争也没有直接导火索，是普鲁士再度伺机先发制人，打乱敌方计划。双方人员伤亡和经济损失都很惨重，最后在各方实力无以维系之下草草收场。
1756年中期，普鲁士入侵萨克森拉开战争帷幕，直到1763年各方签署《胡贝图斯堡条约》，承认普鲁士对西里西亚的主权为止。条约没有提出领土变更，奥地利承认普鲁士拥有西里西亚主权，换取普鲁士支持玛丽亚·特蕾西娅之子约瑟夫大公担任神聖羅馬皇帝。受此次战争影响，奥地利－普鲁士对抗愈加不可调和，改变此后一个多世纪的日耳曼政治走向。战争令普鲁士声望大振，成为普遍认可的欧洲大国，腓特烈大帝卓越的军事指挥声誉更形巩固。

## 背景

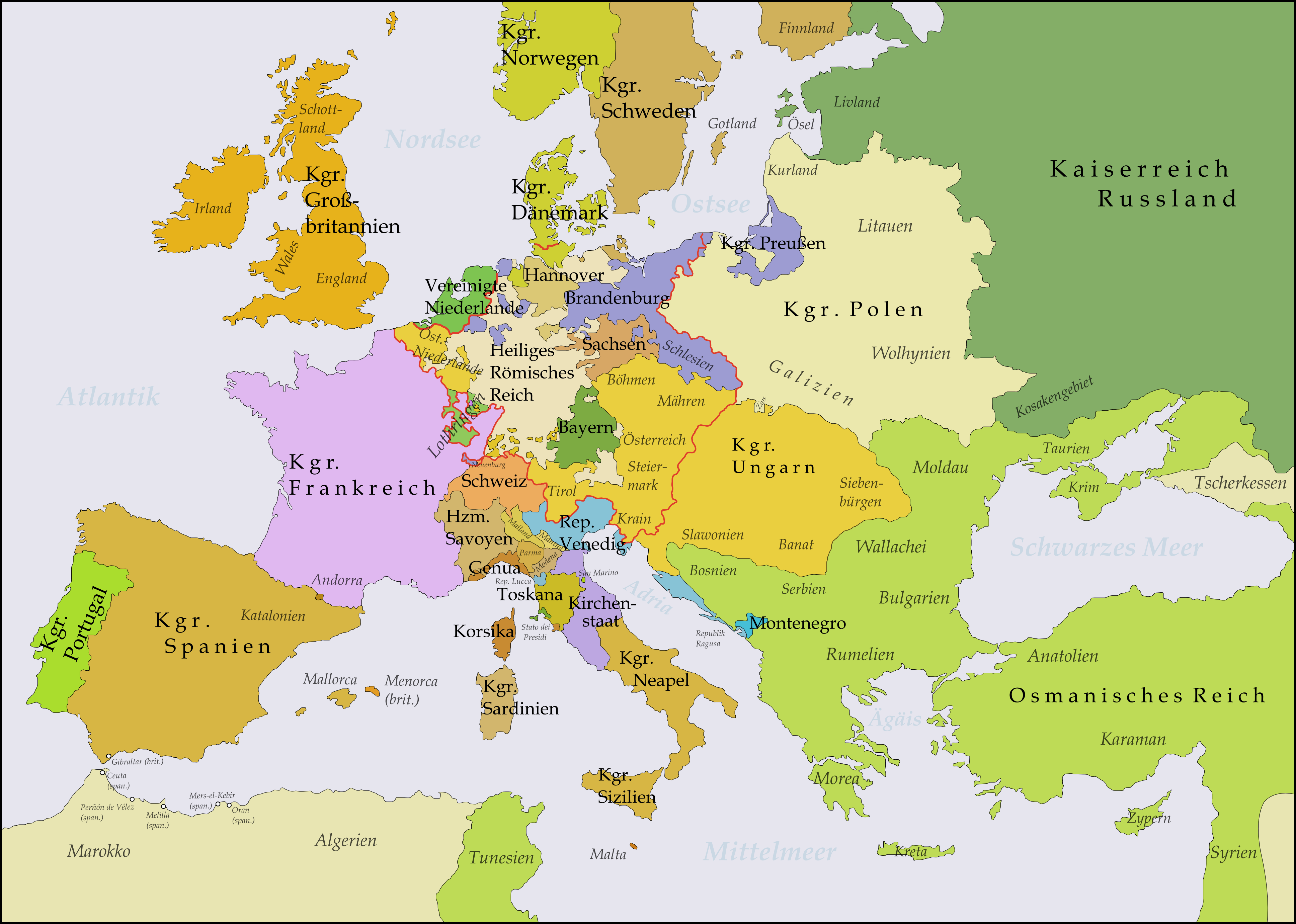
《1748年亚琛条约》签署后的欧洲版图，勃兰登堡－普鲁士是紫色，哈布斯堡君主國金色

七年战争在全球众多国家和地区间展开，但中欧在1741至1748年就深陷奧地利王位繼承戰爭难以自拔。《1748年亚琛条约》承认普鲁士国王腓特烈二世经两场西里西亞戰爭占领哈布斯堡君主國西里西亞地区，统治奥地利的玛丽亚·特蕾西娅女大公虽然一再战败，但从未放弃，一心收复失地，重振奥地利在神圣罗马帝国的优势地位。第二次西里西亚战争结束后，她着手重建军队，寻找新盟友。

### 潜在冲突
法国与英国在《1748年亚琛条约》承认普鲁士对西里西亚的主权，但奥地利最终拒绝批准条约，玛丽亚·特蕾西娅的丈夫、神聖羅馬皇帝弗朗茨一世也代表神圣罗马帝国拒绝认可普鲁士拥有西里西亚。普鲁士还以颜色，拒绝承认《1713年国事诏书》，挑战玛丽亚·特蕾西娅统治哈布斯堡君主国的合法地位。英国与普鲁士王室虽有密切联系，但英王乔治二世认为普鲁士是法国的盟友和代理人；俄罗斯女皇伊莉莎白认为普鲁士王国在波兰立陶宛联邦的影响对俄罗斯帝国不利，担心普鲁士越来越强大会阻碍俄罗斯向西扩张。引发过去两次西里西亚战争的政治和外交局面依旧，矛盾各方很可能重燃战火。
1746年，玛丽亚·特蕾西娅与伊莉莎白达成防御协定《双女皇条约》，奥地利联合俄罗斯对抗普鲁士，俄罗斯秘密承诺支持奥地利对西里西亚的领土主张。1750年，英国加入反普联盟，换取奥地利和俄罗斯承诺在普鲁士攻打汉诺威选侯国时伸出援手，该选侯国属乔治二世统治的共主邦聯。玛丽亚·特蕾西娅对奥地利王位继承战争期间盟友英国的表现颇感失望，她听取外交大臣文策尔·安东·冯·考尼茨颇具争议的建议，改善长期敌对的奥法关系。

### “外交革命”
1755年，英国表示愿为俄罗斯部署军队攻击普鲁士东部边境提供资金，令地区紧张局势升级。敌方包围引起腓特烈二世警觉，普鲁士缓和与汉诺威选侯国的关系，力图促使乔治二世不再与奥地利结盟。1756年1月16日，普鲁士与英国在威斯敏斯特会议达成协议，普鲁士承诺在法国攻打汉诺威时出手抵抗，英国退出与奥同盟，不再向俄罗斯提供军事补贴。英国－普鲁士联盟由此建立，法国王室对此非常愤怒。
奥地利此时正与法国改善关系，力图将来与腓特烈二世因西里西亚发生冲突时法国不会站到普鲁士一边。法王路易十五对腓特烈二世与乔治二世一个鼻孔出气非常不满，接受玛丽亚·特蕾西娅邀请组建法国－奥地利同盟，并在1756年5月的《第一次凡尔赛条约》正式落实。这一系列政治转变史称“外交革命”。俄罗斯对英国出尔反尔不满，与奥地利和法国走到一起，于1756年4月同意在反普联盟采取更加积极的立场。法国与普鲁士转向敌对，俄罗斯和英国分道扬镳，考尼茨的计划最终落实为奥地利、俄罗斯、法国及日耳曼众多小国组建庞大的反普联盟。

### 战争准备

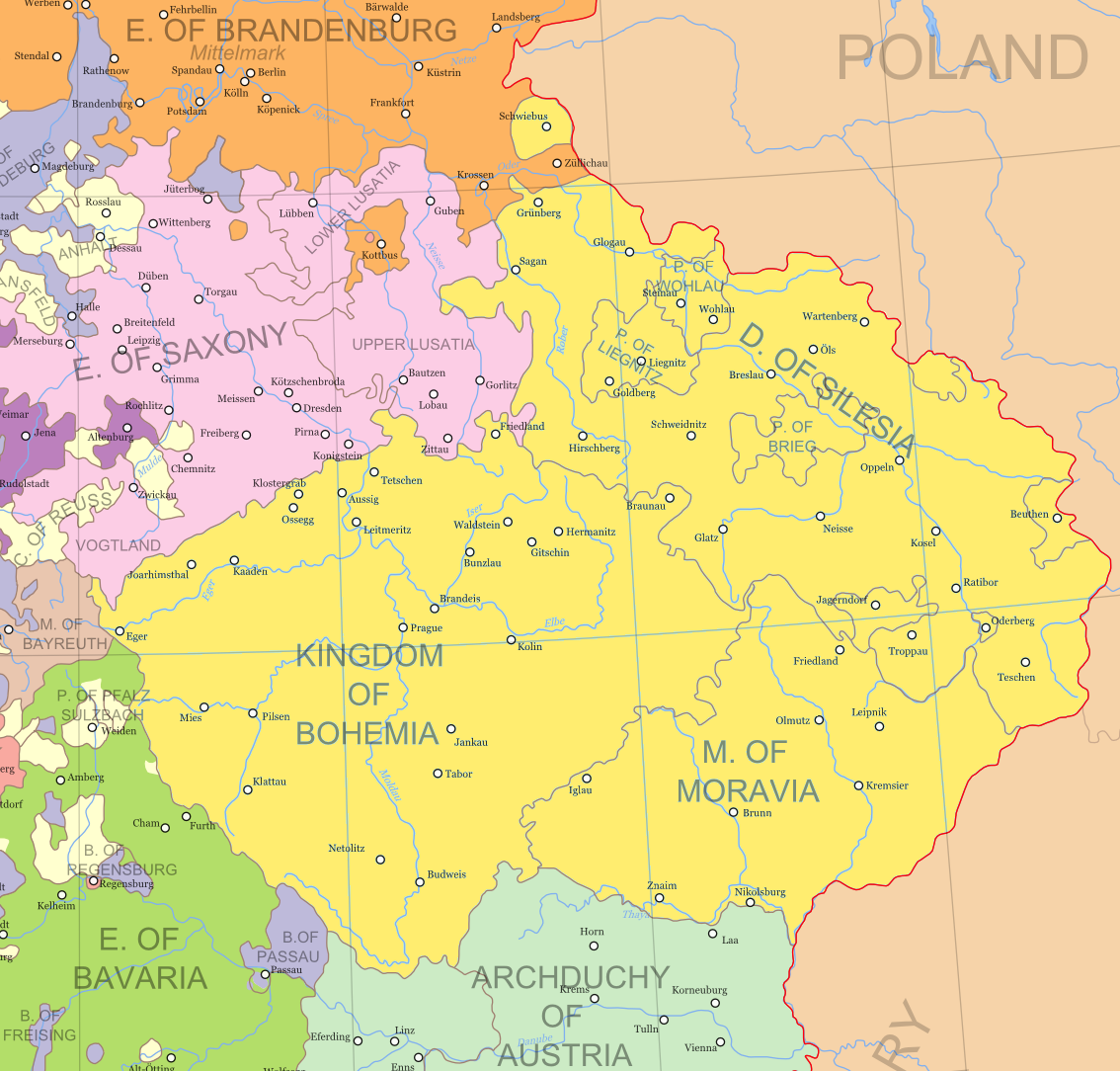
普鲁士占领西里西亚前的中欧地图，第三次西里西亚战争大部分战斗发生在西里西亚

奥地利和俄罗斯毫不掩饰地准备重燃战火，腓特烈二世确信敌军会在1757年初来袭。他决心先发制人，攻打相邻的薩克森選侯國，认为该国肯定已经秘密加入反普联盟，事实证明他的判断完全正确。腓特烈二世的全盘战略分三步：首先是占领萨克森加大战略纵深，利用萨克森军队和国库提升普鲁士战争实力；第二步是从萨克森攻入波希米亚，军队在此扎营过冬，用奥地利的资源供应大军所需；第三部是从西里西亚攻入摩拉維亞，占领奧爾穆茲的要塞并攻向維也納，结束战争。他希望获得英国的财政援助，英国还承诺在有必要时派海军进入波罗的海，抵御攻打普鲁士沿海的俄罗斯。
腓特烈二世把普军分成三部分，汉斯·冯·列瓦尔德陸軍元帥率两万人在東普魯士准备抗击东面来袭的俄罗斯，后波美拉尼亚还有八千后备军；俄罗斯帝国的军事实力强大，远远超出东普鲁士兵力承受能力，但国王认定俄军行动迟缓且缺乏组织，普军应该能守住东北翼。他向进驻西里西亚的库尔特·冯·施威林陆军元帅提供2.5万兵马，阻挡来自摩拉维亚与匈牙利的入侵。1756年8月，他亲自率领约六万普军将士入侵萨克森，拉开第三次西里西亚战争帷幕。

### 作战和科技手段
欧洲近世战争大量采用火器与传统利器结合。18世纪欧洲陆军以配备滑膛燧发火枪和刺刀的步兵为主，骑兵通常携带军刀和手枪或卡宾枪；轻骑兵大多用于偵察、掩护和战术通信，重骑兵充当战术后备队或部署震慑攻击；滑膛大砲提供火力支援并在攻城戰发挥重要作用。这段时间的战略主要关注关键要塞，以便控制周围的地区和道路，所以武装冲突大多伴随旷日持久的围困战，决定战局的野战极少。不过，腓特烈二世对野战的重视程度远超同时代其他战略家。
西里西亚战争与18世纪欧洲绝大多数战争一样属于所谓的“内阁战争”，各国供养并出动纪律严明的正规军，为主权国家利益而战。侵占敌方领土后通常会定期征税和勒索，但与上个世纪相比，针对平民的大规模暴行极其罕见。军队规模太大，无法单靠觅食和掠夺维持旷日持久的战役需要，故而军事后勤成为决定战果的关键因素。军用物资集中存放并以辎重车队运输分配，但这些车队难以防范敌方突袭。军队在冬天基本无法作战，天气转冷后往往就要安营扎寨，等待回春再继续战斗。

## 战事历程

### 1756年

#### 入侵萨克森

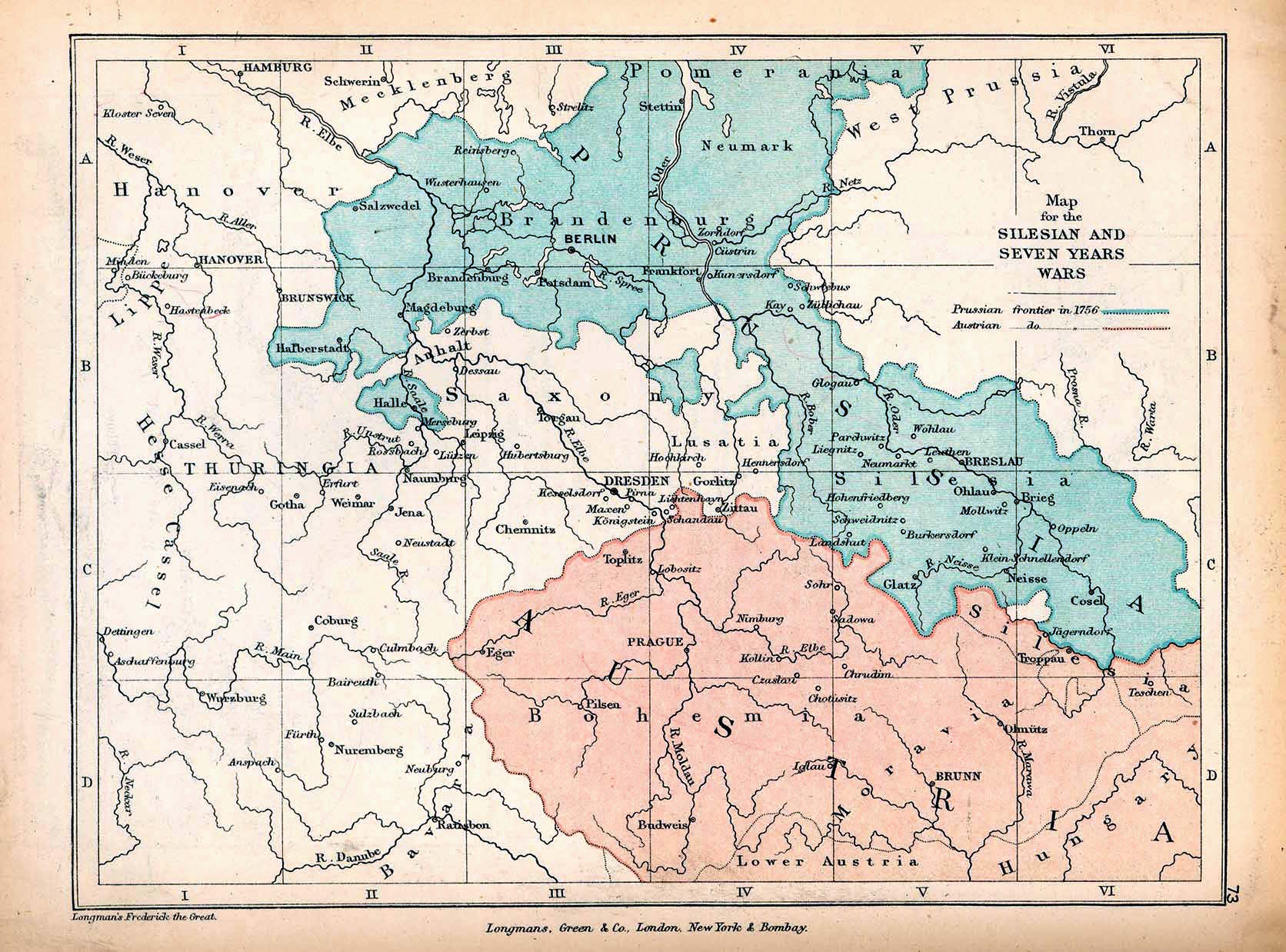
1756年第三次西里西亚战争爆发时的中欧版图，勃兰登堡－普鲁士是蓝绿色，哈布斯堡君主國红色

1756年8月29日，普鲁士部队穿过萨克森边境，分成三线进攻：右翼约1.5万人由不伦瑞克的斐迪南统领，左翼1.8万人不伦瑞克－贝沃恩的奥古斯特·威廉带队，詹姆斯·基思陆军元帅带领三万中线军，腓特烈二世也在中线。斐迪南朝开姆尼茨逼近，计划前往莱比锡；奥古斯特·威廉经卢萨蒂亚前去攻打包岑；腓特烈二世与基思经托尔高进攻萨克森首都德累斯顿。萨克森与奥地利对腓特烈二世突袭措不及防，兵力分散，普鲁士人突袭时，萨克森主力部队驻扎在皮尔纳要塞，普军基本未遇抵抗就于9月9日攻占德累斯顿。
腓特烈二世与普军主力进军波希米亚北部，计划与馬克西米連·尤利西斯·布勞恩将军带队的奥军交手，阻止布劳恩所部与与萨克森部队会师。布劳恩在罗布西茨设防，两军10月1日打响羅布西茨戰役。双方互有胜负，普军遭受重大伤亡，奥军有序撤退但无法救助孤立无援的萨克森，腓特烈二世也无法攻入波希米亚。普军北上后全面占领萨克森，萨克森选帝侯腓特烈·奥古斯特二世沦为阶下囚，但在10月18日获许前往他治下的其他领土。皮尔内的萨克森驻军短暂被围后于10月14日投降，后由普军强行收编，听从普鲁士军官指挥。普鲁士清空萨克森国库，并将该国货币贬值来提升自家军事实力。

### 1757年

#### 冬季外交
1756年冬至1757年春，交战各方以外交途径与盟国协调战略。1757年2月，英国新任下議院領袖、反法铁杆派威廉·皮特推动议会下决心支持普鲁士对抗奥地利与法国，开始向柏林运送物资和急需的财政补贴。英国议会还同意部署观察军，防范法国从西面侵略汉诺威和勃兰登堡。腓特烈二世再度呼吁英国海军进驻波罗的海，威慑俄罗斯和越来越敌视普鲁士的瑞典，但英国对此置若罔闻。
普鲁士悍然攻占萨克森，令奥地利的同盟更形稳固，对法国下定决心进攻普鲁士作用特别大。神圣罗马帝国议会一月在雷根斯堡会晤，玛丽亚·特蕾西娅赢得足够的日耳曼亲王支持，促使帝国1月17日向普鲁士宣战，议会还要求组建四万人的帝国大军供奥地利调遣，旨在解放萨克森。法奥联盟因1757年5月的《第二次凡尔赛条约》更形巩固，法国同意提供12.9万人参与日耳曼的战斗，同时每年向奥地利提供1200万里弗尔补贴，直到奥地利收复西里西亚。
奥地利投桃报李，承诺赢得战争后将法国人期盼已久的奥属尼德兰划归法国。俄罗斯承诺派八万将士参战，希望占领东普鲁士，然后用东普鲁士与波兰交换库尔兰主权。瑞典同意入侵普鲁士波美拉尼亚省，希望收复大北方戰爭后落入普鲁士之手的领土。总而言之，奥地利及其盟国打算全面瓜分普鲁士王国，一致谴责腓特烈二世是悍然发动战争的侵略者。

#### 波希米亚战役和科林战役

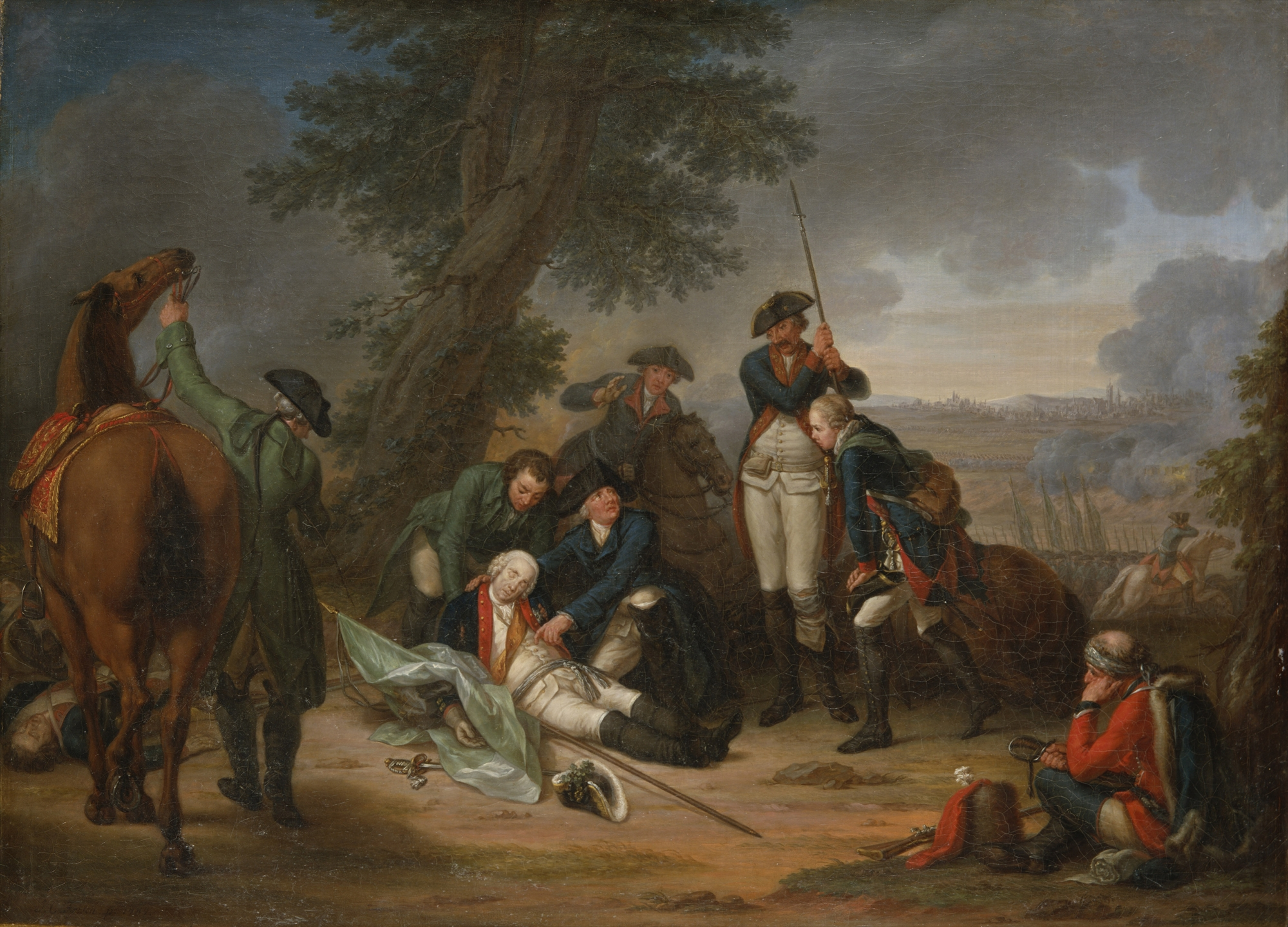
普鲁士陆军元帅库尔特·冯·施威林在布拉格戰役伤重不治，约翰·克里斯托夫·弗里施绘

腓特烈二世在萨克森过冬后决定马上趁法军与俄军尚未赶到再度入侵波希米亚。1757年4月18日，普军分成多队通过厄尔士山脉，打算和布劳恩的部队决战，施威林带领西里西亚驻军从格拉茨前去与主力会合。4月21日，奥古斯特·威廉分队在赖兴贝格附近遇到柯尼塞格伯爵带领的奥军，普鲁士赢得赖兴贝格之战后继续前往布拉格。
各队普军在布拉格北面会师，后撤的奥军听从洛林的查理调遣在该城东面重组，两军在5月6日打响布拉格戰役。双方伤亡惨重，布劳恩与施威林阵亡，普军将奥军逼入布拉格要塞并开始围城。奥军司令利奧波德·馮·道恩得知布拉格遇袭后带领三万将士从东面前去支援，但他抵达战场的时间太晚，只能把数以千计逃离战场的奥地利军人合拢，然后缓慢进军支援布拉格。
普鲁士在围城的同时还需应对道恩援军，不得不分兵对抗。腓特烈二世从围城部队抽调五千将士前往科林支援奥古斯特·威廉带领的1.9万人并评估局势。道恩来势汹汹，阻击兵力不足，腓特烈二世决定抽调更多围城部队，先发制人攻击奥军阵地。6月18日爆发的科林戰役以奥军大胜告终，丢盔弃甲的普军被迫解除包围，并在道恩率领援军与布拉格驻军共同追击下全面撤出波希米亚。腓特烈二世占领波希米亚的战略破产，不可能进军维也纳。

#### 东普鲁士与波美拉尼亚
屋漏偏逢连夜雨，普鲁士在波希米亚失利之际又有支持奥地利的敌国加入战争。1757年中期，斯捷潘·费奥多罗维奇·阿普拉克辛陆军元帅带领7.5万俄罗斯将士入侵东普鲁士并攻下梅梅尔要塞。俄军继续深入，8月30日又在大耶格尔斯多夫战役打败列瓦尔德带领的小股普军。但是，俄军无法扩大战果攻陷柯尼斯堡，在梅梅尔与大耶格尔斯多夫消耗大部分物资后不久撤退。庞大的俄罗斯军队一再遭遇物流困境，导致作战能力有限，使东普鲁士驻军能够坚持更长时间。瑞典同样在九月向普鲁士宣战，9月13日出动1.7万人入侵普鲁士波美拉尼亚省，开始波美拉尼亚战争。普鲁士必须分兵各线驻守核心领土，令波希米亚和西里西亚作战的兵力有限。

#### 罗斯巴赫会战

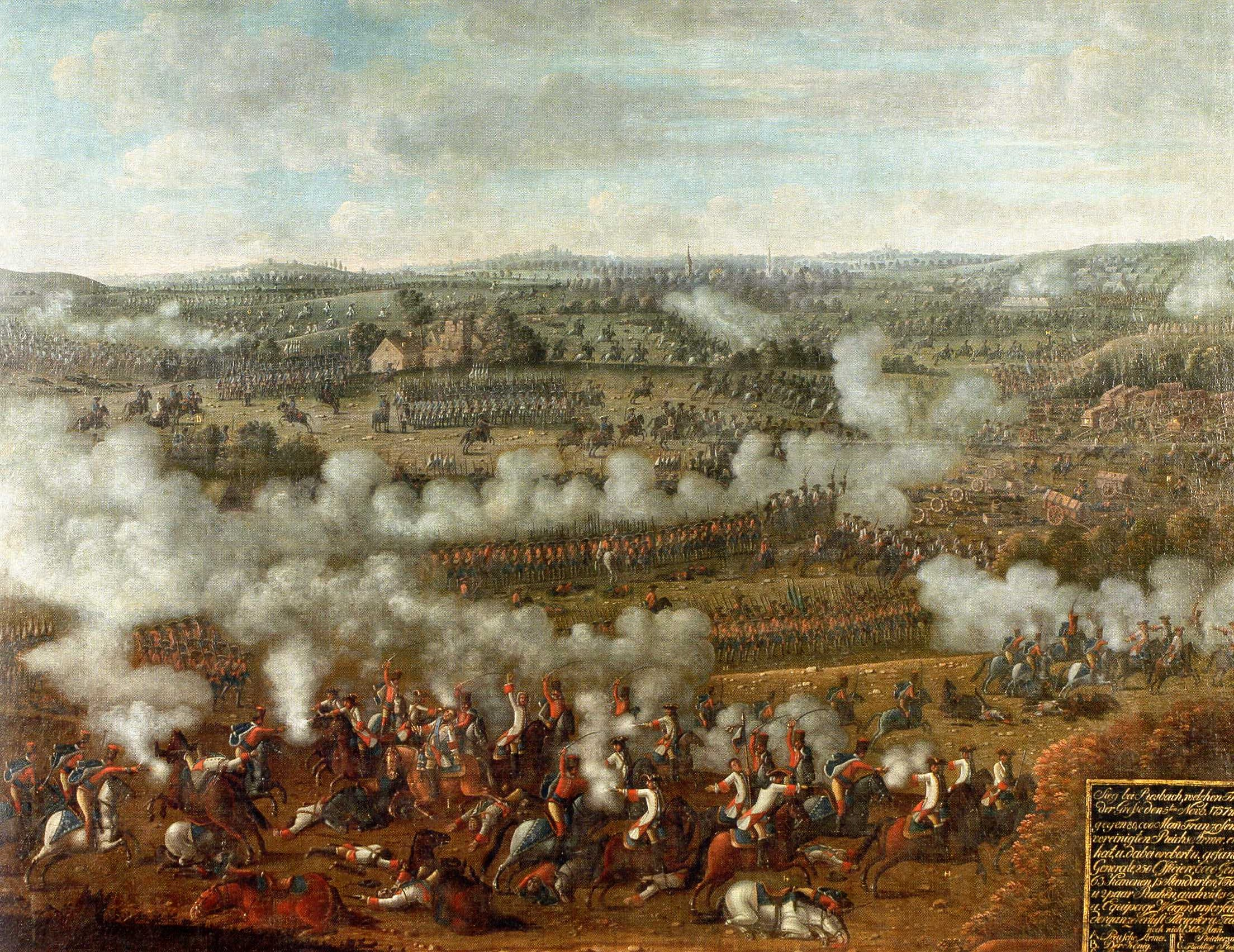
普鲁士以部分兵力参与罗斯巴赫会战，仅用九十分钟就歼灭法国与神圣罗马帝国联军

1757年中期，奥军逐步推进到普鲁士控制的卢萨蒂亚，夏尔·德·羅昂率领法国与神圣罗马帝国联军从西面逼近战场。9月7日，道恩与洛林的查理带领奥军进入上卢萨蒂亚，在莫伊斯之战打败奥古斯特·威廉和汉斯·卡尔·冯·温特费尔特带队的普军，温特费尔特阵亡。洛林的查理带军西进，夏尔·德·羅昂的部队前去萨克森，计划随后会合，奥古斯特·威廉带兵西撤守卫下西里西亚。
卢萨蒂亚的奥军已形成压倒优势，腓特烈二世带兵向西前往图林根，打算与法国与神圣罗马帝国联军决战，避免他们与洛林的查理和道恩所部会合。但神圣罗马帝国部队避不交战，汉诺威与英国的观察军又在9月10日向法国投降并达成《克洛斯特－采文协定》，普鲁士西线面临的威胁更大。10月10至17日，匈牙利贵族哈迪克·安德拉斯带领小股驃騎兵赶在奥军主力抵达前短暂占领柏林，抢夺约20万塔勒后撤离。十月下旬，普军原路返回后向东前往莱比锡面对来自各方的威胁，守御普鲁士核心领土。
11月5日，腓特烈二世带领普军在萨克森罗斯巴赫附近与人数远胜己方的夏尔·德·羅昂所部交手，史称“罗斯巴赫会战”。最后普鲁士以少胜多，大获全胜，以损失不到千人为代价取得歼灭夏尔·德·羅昂率领的法国－日耳曼联军近万人的辉煌战果。此次大胜确保普鲁士继续控制萨克森，对双方士气影响极大。经过如此惨败，法国继续投身西里西亚战争的意愿大减，法军很快退出战场，罗斯巴赫会战成为第三次西里西亚战争期间法国与普鲁士仅有的交手。

#### 洛伊滕会战

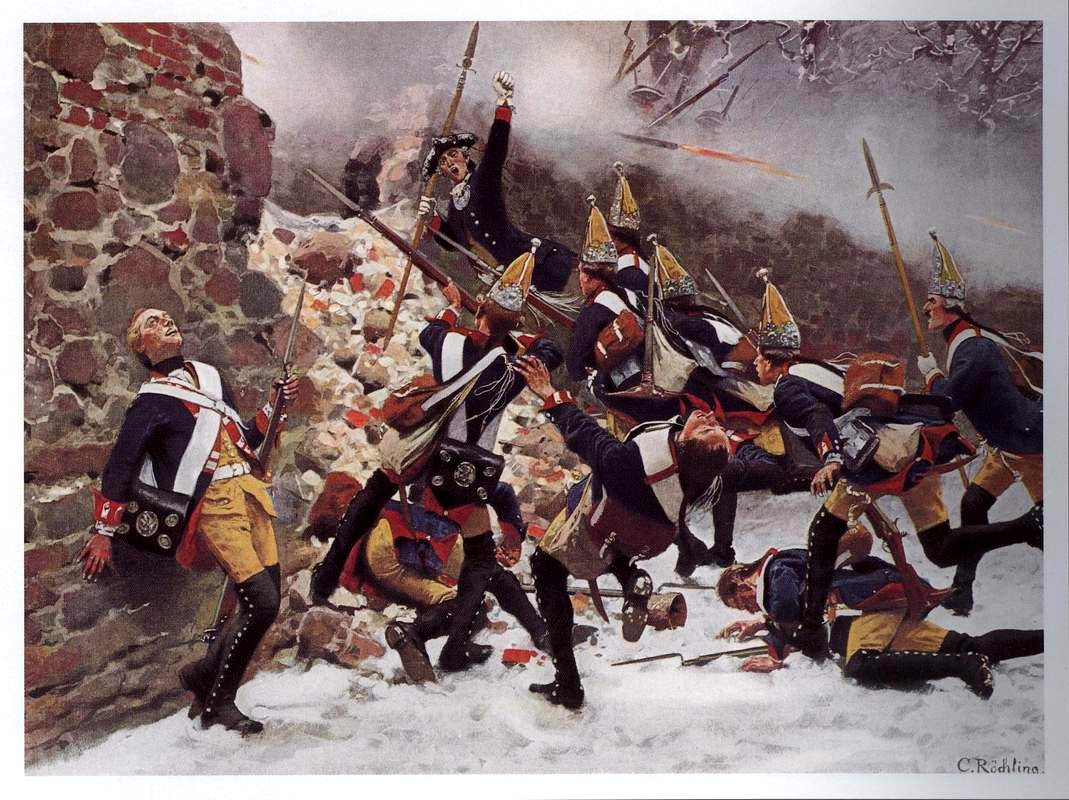
普鲁士擲彈兵在洛伊滕會戰强攻教堂，卡尔·勒希林绘

腓特烈二世在萨克森西部与图林根行动期间，洛林的查理和道恩带领奥军向东进入下西里西亚，11月抵达布雷斯劳后遇到奥古斯特·威廉带领的西里西亚驻军抵抗。11月22日，数量占绝对优势的奥军在布雷斯劳之战击溃普军并俘虏奥古斯特·威廉，逃脱的大部分普军撤到格洛高，布雷斯劳只剩数千守军抵御围困。11月25日，驻军指挥献城投降换取奥军放他们安全离开。
腓特烈二世得知格洛高失陷后率2.2万人12天行军274公里，在利格尼茨重整逃离布雷斯劳的普军，再率约3.3万人抵达布雷斯劳以西27公里处的洛伊滕，但却被6.6万奥军包围。急行军令部下颇感疲惫，但腓特烈二世坚持在12月5日与兵力远超己方的奥军作战，结果在洛伊滕會戰又一次以少胜多大破奥军。洛林的查理兵败如山倒，普军王八咬手指死不松口，持续追击至波希米亚，留在布雷斯劳的奥军和法军被围，后在12月19至20日投降，西里西亚大部分地区重归普鲁士控制。

#### 冬季调动
经过此次大败，玛丽亚·特蕾西娅解除洛林的查理的指挥职权，由晋升陆军元帅的道恩取代。腓特烈二世希望罗斯巴赫与洛伊滕的惨败促使玛丽亚·特蕾西娅接受和谈，但她吃了秤砣铁了心地要收复西里西亚再谈判。普鲁士的国库已在1757年战争中耗尽，为满足下一年需要不得不贬值货币并向萨克森及西里西亚的天主教會征收新税。萨克森至西里西亚的前线稳定，腓特烈二世命令列瓦尔德统领的大部分东普鲁士军队增援波美拉尼亚，应对开春后可能卷土重来的俄军。增援后的普军很快击退瑞典军队，占领大部分瑞典波美拉尼亚并在冬季封锁首府施特拉爾松德。统领汉诺威军队的斐迪南在冬季多次发动攻势，将法军赶出汉诺威和西法倫，法军最后逃到莱茵河对岸，至此普鲁士西线无忧。

### 1758年

#### 摩拉维亚战役

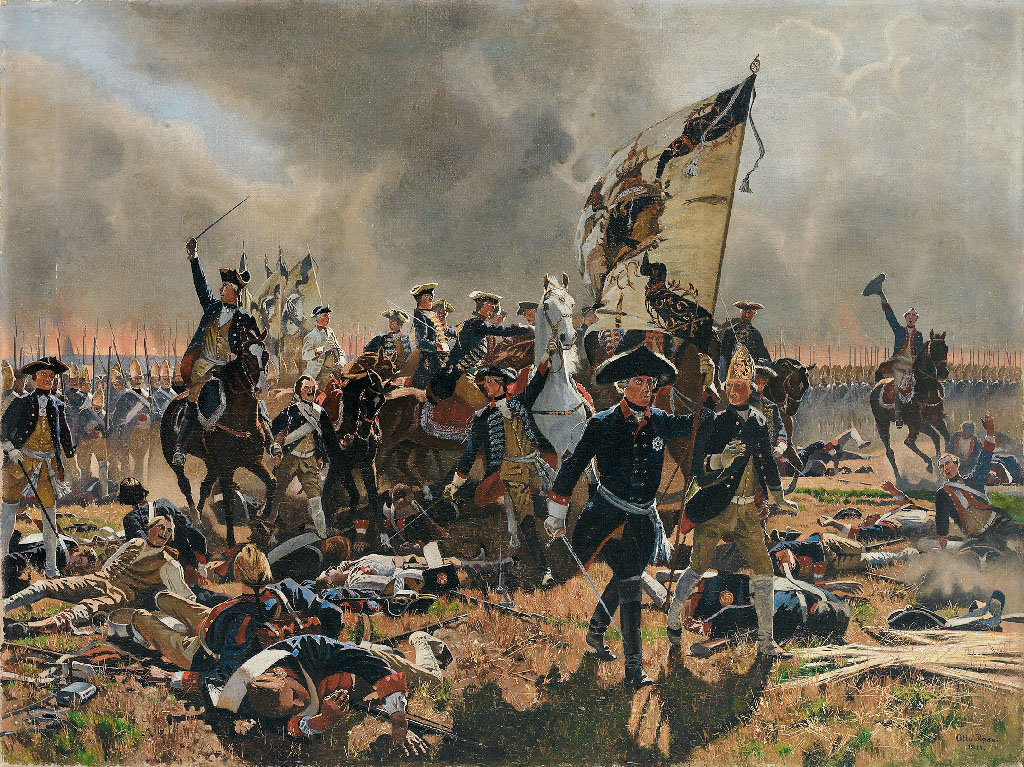
腓特烈大帝带领普军赢得伤亡惨重的曹恩道夫戰役，卡尔·勒希林绘

1758年1月，威廉·费莫尔率领俄军再度入侵东普鲁士，驻守普军很少，基本无人抵抗。腓特烈二世从战略角度考虑决定暂时放弃俄占省份，集中力量在西里西亚再度大胜一场，迫使奥地利走上谈判桌。同年三月签署《第三次凡尔赛条约》后，法国大幅缩减向盟友奥地利提供的财政和军事支持。斐迪南带领普鲁士与汉诺威联军逐渐把法军逼出北日耳曼，普鲁士与英国对联盟具体条款起争议，腓特烈二世要求英方承诺向日耳曼派兵，同时英国海军驻守波罗的海，但威廉·皮特坚持保留英国资源，应对更大范围的全球战争。
4月11日，英国与普鲁士签署《英普公约》正式结盟，英方承诺每年补贴普鲁士67万英镑且不单独与敌方媾和，并派九千将士增援莱茵兰的斐迪南所部。腓特烈二世在上一年就计划把奥地利人全部赶出西里西亚后入侵摩拉维亚并占领奥尔穆兹要塞，此时他决定付诸实践。4月16日，奥地利在西里西亚最后的据点施韦德尼茨投降，腓特烈二世挥军攻入摩拉维亚，4月29日抵达奥尔穆兹并在5月20日包围。
奥尔穆兹的防御稳固，围城战进展缓慢。腓特烈二世想挑衅奥军反击，但道恩不与普军正面冲突，而是扰乱、偷袭敌方补给线。六月下旬，奥尔穆兹的防御工事已严重受损，但围城部队的补给严重不足。6月30日，恩斯特·冯·劳登带领奥军在多姆斯塔之战拦截并摧毁大量西里西亚边境送往奥尔穆兹城外普军的补给。腓特烈二世被迫中断包围撤出摩拉维亚，放弃战争期间最后一次大规模入侵奥地利领土的计划。

#### 曹恩道夫战役与霍赫基希战役

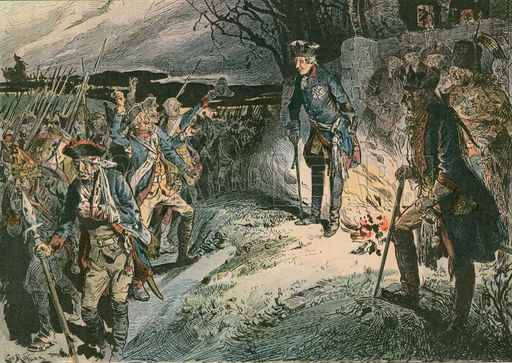
奥军在霍赫基希战役突袭并击败普军，普鲁士伤兵撤退，卡尔·勒希林绘

摩拉维亚战局失利后，普鲁士加强萨克森与西里西亚防御，腓特烈二世带兵北上驱逐已至勃兰登堡边境并围攻焚烧库斯特林的来犯俄军。冬季围困施特拉爾松德的普军前往增援腓特烈二世，8月22日在毁于大火的库斯特林附近会师。8月25日，腓特烈二世率3.5万兵马与费莫尔带领的4.3万俄军在奧得河东侧的诺伊马克打响曹恩道夫戰役。战至筋疲力竭的双方伤亡都很惨重，不过腓特烈二世在俄军撤退后宣示胜利。
普军重组后返回萨克森，同年九到十月与道恩率领的奥军作战，刺探奥军通信但避免正面决战。10月14日，道恩所部在卢萨蒂亚霍赫基希附近突袭腓特烈二世与基思率领的普军，霍赫基希战役以奥军大胜告终。普军放弃大部分火炮和补给，基思阵亡，但残军退却井然有序，道恩决定不追击。普军仓促重组后进入西里西亚，于11月7日增援被奥军围困的尼斯。此后腓特烈二世向西增援德累斯顿，以防道恩来袭，但奥军西撤期间没有再度进攻。

#### 冬季休整
费莫尔所部在曹恩道夫遭受重创后撤回波罗的海沿海并穿过维斯瓦河，1758年內没有再进攻普鲁士。普军撤离瑞典波美拉尼亚后，瑞典又在九月发动新攻势，一度推进到新魯平，但在未能找到俄军或奥军会合后撤回瑞典波美拉尼亚过冬并获取给养。道恩所部虽在霍赫基希大胜，但没有在萨克森采取进一步行动，无力夺取德累斯顿，最终撤回波希米亚过冬。普鲁士继续控制萨克森，减员显著的普军在萨克森和西里西亚休整并重建。

### 1759年

#### 库勒斯道夫战役

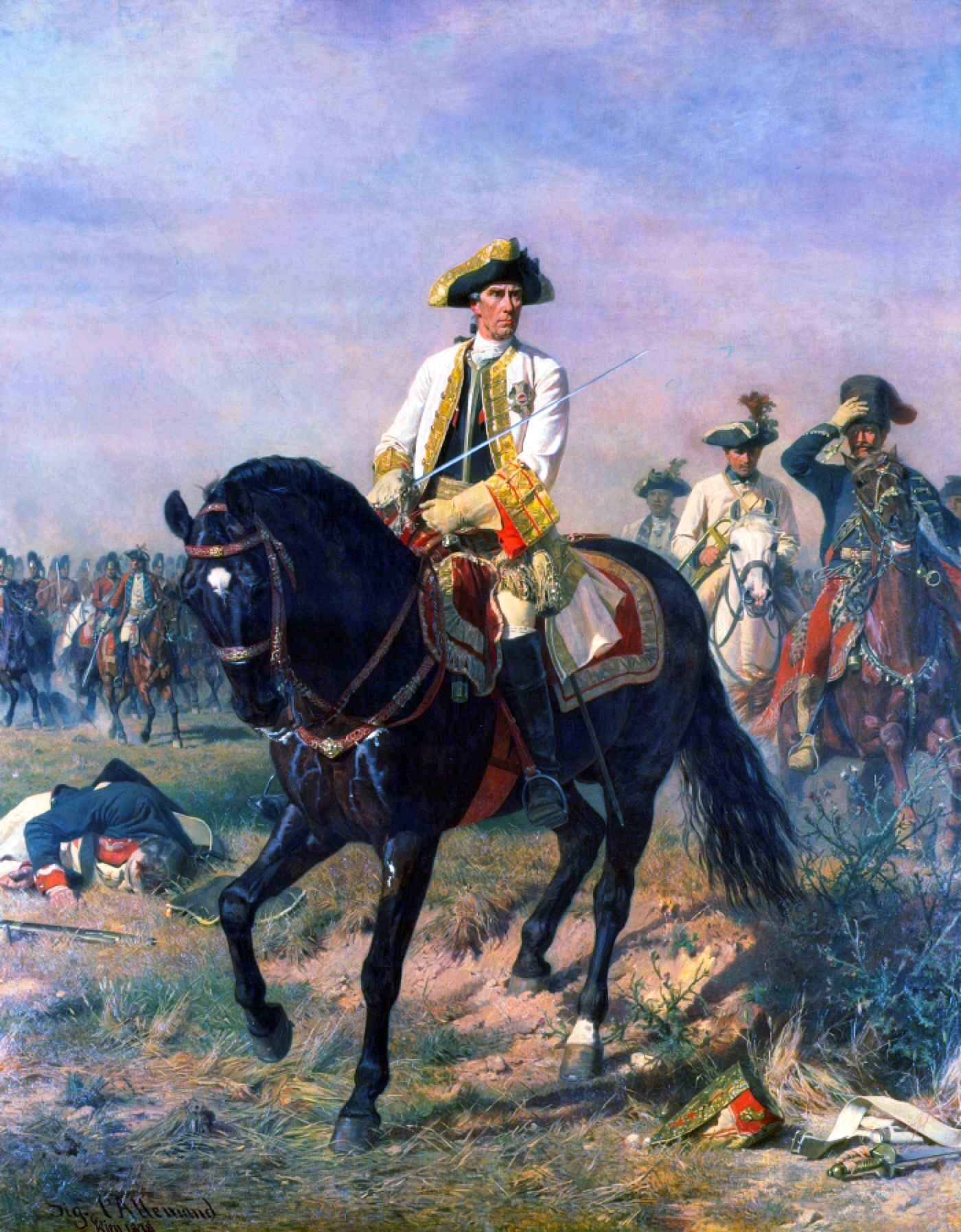
奥地利将军恩斯特·冯·劳登视察庫勒斯道夫戰役战场，劳登所部与俄军一起在此击败腓特烈二世的普军，西格蒙德·阿勒曼德绘

1759年4月，腓特烈二世率普军主力从萨克森进入下西里西亚，阻止波兰西部的俄军与波希米亚的道恩所部奥军会合。腓特烈二世的弟弟普鲁士的亨利带领小股普军从萨克森越过厄尔士山脉袭扰波希米亚，并赢得彼得斯瓦尔德之战等众多小规模战斗，摧毁许多奥地利弹药库和桥梁，最后撤回萨克森。俄军继续逼近诺伊马克，俄军新指挥官彼得·萨尔特科夫7月23日率领4.7万将士在凯伊之战击退卡尔·海因里希·冯·韦德尔将军带队的2.6万普军。俄军向西面的奥得河深入，腓特烈二世带领援军北上与韦德尔一起抗衡萨尔特科夫，亨利与海因里希·奥古斯特·德·拉莫特·富克将军分别守御萨克森与西里西亚。
8月3日，萨尔特科夫占领奥得河畔法兰克福并获得劳登奉道恩之命带来的大量奥军增援。腓特烈二世决心把距柏林已不足80公里的俄军击退，他与凯伊之战幸存军人会合后于8月12日在奥得河畔法兰克福以東的库勒斯道夫附近袭击俄军阵地，但庫勒斯道夫戰役以俄奥联军大胜告终，普军兵败如山倒，无力阻挡联军攻向柏林。腓特烈二世满以为战争将就此以惨败收场，但敌军没有追击，也没进攻柏林。
俄军在库勒斯道夫伤亡惨重，与奥地利统帅的分歧导致萨尔特科夫决定谨慎行事，给予普军重整兵力的时间。俄军长途跋涉而来，途经波兰的补给线很不安全，胜利之际也难以全力深入敌境，萨克森的亨利所部频繁调动，威胁俄军一定程度上也很依赖的奥军补给线。俄奥联军在勃兰登堡已有绝对优势，但两军均在九月撤回西里西亚。联军的内部冲突和领导层犹豫不决给予普鲁士喘息之机，腓特烈二世事后为此次转机冠名“勃蘭登堡王室的奇蹟”。

#### 萨克森战役
九月上旬，波希米亚的奥军进入萨克森，大部分守军都因库勒斯道夫战役离开，几乎无人防御。德累斯顿9月4日投降，萨克森大部分地区落入奥地利之手。亨利带兵西进，想夺回萨克森，其中腓特烈·奥古斯特·冯·芬克将军所率分队在9月21日的科尔比兹之战以少胜多战胜奥军。道恩派兵进入萨克森救援，但又在9月25日的霍耶斯韦达之战被亨利所部歼灭。道恩不想萨克森再度落入普鲁士之手，带领主力向西攻入萨克森，俄军撤回波兰过冬。
普鲁士陆军11月在勃兰登堡和西里西亚重建，芬克带兵进驻马克森袭扰萨克森至波希米亚的奥军通讯渠道。11月21日，道恩与弗朗茨·莫里茨·冯·拉西带领奥军在11月21日的馬克森戰役以绝对优势兵力包围芬克所部，迫使敌方全军投降。12月4日奥军又在萨克森的迈森之战小胜，1759年的交战至此结束。

### 1760年

#### 下西里西亚战役
1760年初，劳登在西里西亚获得独立指挥权，无需再听从道恩调遣，同年三月开始作战。3月15日在诺伊施塔特附近与普鲁士驻军交手后，劳登所部逐渐穿过下西里西亚，于6月7日包围格拉茨。富克带兵前来解救，但劳登在6月23日的兰茨胡特之战歼灭援军并俘虏富克。腓特烈二世率普军主力东进守御西里西亚，但获知道恩所部主力也在向同一方向逼近后回撤。普军暂时放弃西里西亚，腓特烈二世带兵转回萨克森并于7月13日包围德累斯顿。普军期望迅速夺取德累斯顿，或至少分散奥军的注意，结果道恩带兵西进，迫使普军在7月21日中止围困并撤退。
奥军7月29日占领格拉茨，随后又攻占利格尼茨和帕奇维茨，道恩所部与拉西所部返回下西里西亚与劳登所部会师。腓特烈二世和亨利想在会师后同奥军决战，道恩一心集中绝对优势兵力袭击腓特烈二世所部。8月15日，劳登所部赶在道恩带领的主力之前在利格尼茨附近袭击腓特烈二世阵地，引发利格尼茨之战，但普军在道恩所部赶到战场前就战胜劳登。此次逆转打乱奥军调动，下西里西亚又落入普鲁士之手，道恩率军撤回萨克森。

#### 托尔高战役

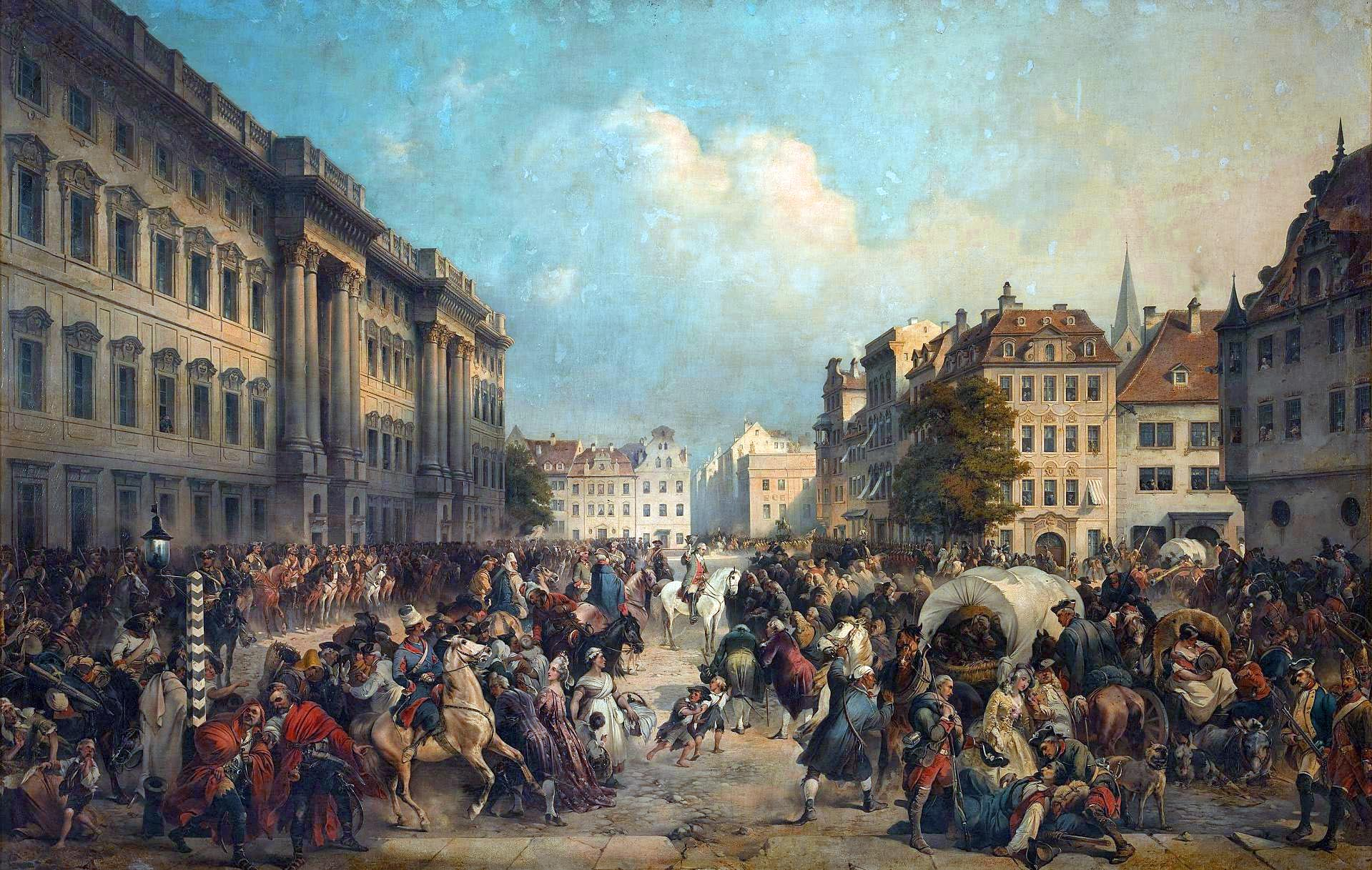
1760年10月俄奥联军突袭柏林，亚历山大·冯·科泽布绘

8月20日，约翰·迪特里希·冯·赫尔森将军带领普军在施特雷拉击退奥军攻势。九月，普军与奥军在西里西亚纵横穿插，其间只有小规模交战，萨尔特科夫带领的俄军留在波兰西部。普军集中在西里西亚和萨克森，勃兰登堡基本无人守御。十月上旬，戈特洛布·海因里希·托特莱本率俄军经过诺伊马克与拉西所部奥军会合并短暂占领柏林，清空城内军火库、索要赎金并释放战俘。随后俄军因补给不足撤回奥得河畔法兰克福，拉西所部南下支援道恩，准备与腓特烈二世在萨克森正面决战。
11月3日，腓特烈二世、道恩与拉西率领的两军主力在托尔高决一死战，双方都因托爾高戰役伤亡惨重，普鲁士最终控制战场并宣称胜利，但这种“皮洛士式胜利”的战略收益极其有限。减员严重的两军很快后撤过冬，德累斯顿仍在道恩手中，劳登所部继续占领西里西亚，为保障军队开销，普鲁士货币必须在冬季再次贬值。奥地利本打算在托尔高一劳永逸地结束战争，但却又一次败给规模不及的普鲁士，玛丽亚·特蕾西娅的财务状况已经捉襟见肘，开始影响维系战争的能力。托尔高战役耗尽双方战争实力，任何一方从现实角度出发都不可能在没有外界援助的情况下顺利结束战争。

### 1761年

#### 资源日趋紧张
1761年初，战争双方都没有足够的人力或资源发动大规模进攻。普鲁士只能凑出10.4万军人，其中大部分是新兵，连步兵使用的步枪之类基本物资都严重不足。普军已经无法再满足昔日腓特烈二世激进战术的需要，王国境地岌岌可危。奥军司令道恩也认为这年不可能发动重大攻势，甚至没有收复西里西亚的计划，打算集中兵力在萨克森对付亨利。奥地利的财政状况一片混乱，国家经济在沉重的战争税下苟延残喘。俄罗斯与奥地利都没有意愿在战场继续协作，两军合作中止。

#### 俄军攻势

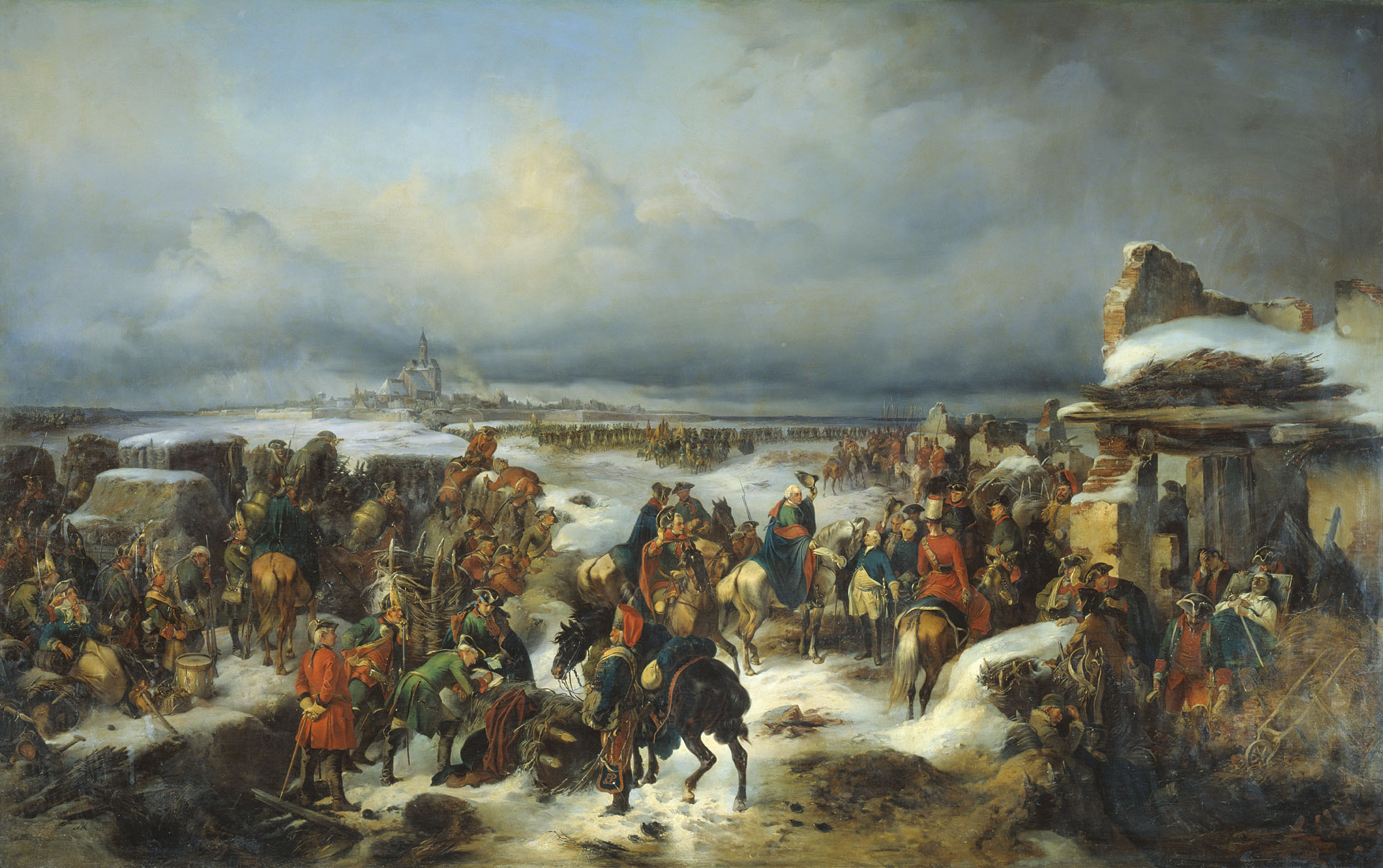
俄军攻占科尔贝格，失利的普军撤退，亚历山大·冯·科泽布绘

俄军新司令亚历山大·布图林与劳登所部奥军协作，在四月开始进军西里西亚南部。卡尔·克里斯托夫·冯·德·戈尔茨将军率普鲁士驻军在施韦德尼茨周边设防，腓特烈二世、劳登和布图林开始旷日持久的机动战，其间没有大规模交手。10月1日，俄奥联军强行攻下施韦德尼茨要塞，以中等程度胜利结束战役，普军撤回西里西亚北部和勃兰登堡过冬。
扎哈尔·切尔内绍夫和彼得·魯緬采夫带领俄军从8月22日开始围攻和封锁普鲁士波美拉尼亚省港口科尔贝格。科尔贝格防守顽强，但普军多次尝试解救未果。十月，腓特烈二世命令大部分驻军撤回柏林守御勃兰登堡，防守实力削弱的科尔贝格最后在12月16日投降，普鲁士在波罗的海的港口至此全部陷落，俄罗斯打通从海上支援中欧驻军的道路，无需再从波兰陆上冒险运输。后勤改善给予俄罗斯显著优势，有望在来年打破实力平衡，彻底压倒普鲁士。

### 1762年

#### “第二次奇迹”
1762年春，普鲁士陆军只剩六万人，难以想象这么少的人马何以阻挡俄军和奥军再度进攻柏林，整个王国似乎崩溃在即。英国要求普鲁士让步求和，否则就撤销战争补贴，新任英国首相比特勋爵同年重申上述威胁。1762年1月5日，俄罗斯女皇伊莉莎白病逝，继位的外甥彼得三世沙皇非常崇拜腓特烈二世，他登基后马上推翻伊莉莎白的外交政策，下令对普鲁士停火。
同年三月，彼得三世同意与普鲁士停战，俄军不再占领东普鲁士和波美拉尼亚，赶赴梅克伦堡威胁向丹麦开战，並对荷尔斯泰因－戈托普公国提出领土要求。5月15日，俄罗斯与普鲁士签署《圣彼得堡条约》正式终止敌对，承认战争爆发前普鲁士在东面和北面的边境。经彼得三世调解，瑞典和普鲁士又在5月22日签署《汉堡条约》停战，普鲁士保留波美拉尼亚省全部领土。6月1日，彼得三世又与普鲁士结盟，把切尔内绍夫所部1.8万俄军将士送给腓特烈二世统领，普鲁士起死回生，史称“第二次勃兰登堡王室的奇迹”。
英国旷日持久的封锁，结合北美与印度战场失利，莱茵兰局势缺乏进展，法国的士气跌入谷底。俄罗斯翻脸、瑞典停战后，路易十五明白法国已经不大可能拿到奥地利承诺的奥属尼德兰。奥地利基本上已经破产，没有法国的财政援助，玛丽亚·特蕾西娅根本无从负担收复西里西亚所需。法国此时同样筋疲力尽，路易十五不愿再为盟国打仗提供资金。法国始终没有正式向普鲁士宣战，路易十五同意与普鲁士停火并将法军撤出莱茵兰，法国不再干预日耳曼战局。

#### 最后的战斗

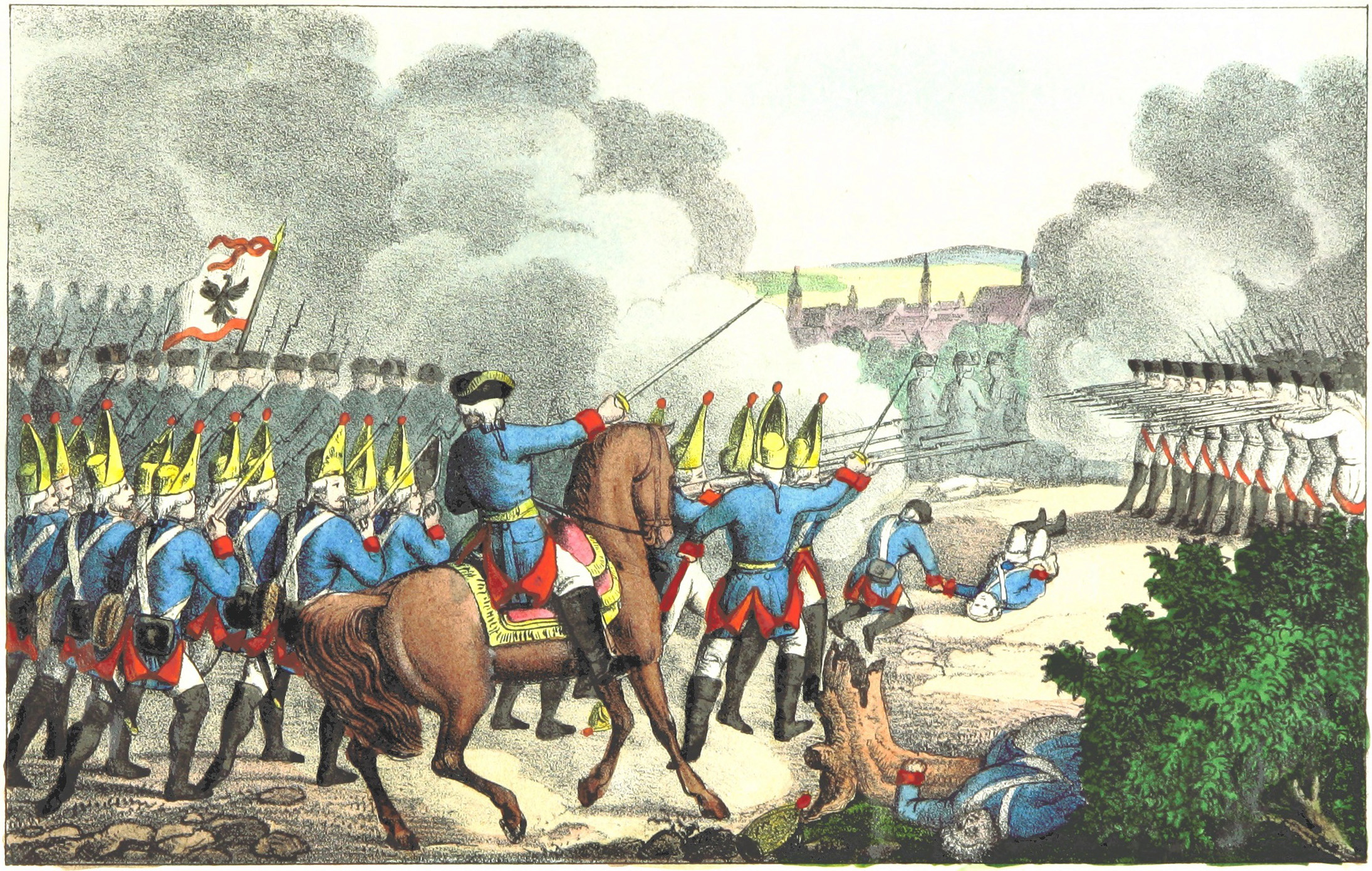
普鲁士和奥地利在弗赖贝格之战交手

普鲁士各个方向的危机已解，能够集中全部力量对付奥地利。普军先经北面召回的部队增援，随后又获切尔内绍夫所部俄军补充，兵力足以同战场上的奥地利人一决雌雄。1762年6月，普鲁士再度出征西里西亚。然而，彼得三世的夫人凯瑟琳皇后在6月底发动政变废黜丈夫，并在7月9日登基，后世人称“凯瑟琳大帝”。凯瑟琳马上撤销俄普同盟，但召回军队后没有重新投入战场援助奥地利。
俄军退出没有动摇腓特烈二世的意志，普军7月21日在施韦德尼茨东北方向的博克施道夫附近与道恩所部交战。腓特烈二世说服切尔内绍夫在外围观战，无需直接参与战斗，对奥军形成威慑。普军最后赢得博克施道夫戰役，从奥地利手中夺回大部分西里西亚。道恩带兵撤到格拉茨，普军围攻施韦德尼茨，经过长期围困在10月9日夺回该城，赢得最后一次西里西亚战役。
亨利带兵进入萨克森，于10月29日在弗赖贝格附近与德累斯顿的奥地利守军交战，守军在弗赖贝格之战失利后退回德累斯顿，普军随后占领萨克森大部分领土。同年11至12月，亨利所部还把部分神圣罗马帝国残军赶到法兰克尼亚，并袭击神圣罗马帝国的亲奥地利公国。玛丽亚·特蕾西娅11月提议和谈，腓特烈二世马上同意，双方11月24日宣布在萨克森和西里西亚停战，正式和谈在12月下旬开始。

#### 僵持
1762年末，普鲁士已从奥地利人手中夺回绝大部分西里西亚，并在弗赖贝格之战后控制萨克森除德累斯顿以外的大部分地区。奥地利占有德累斯顿和萨克森南部边境领土，还有西里西亚南部的格拉茨伯国。中欧交战各国基本陷入僵持，普鲁士财政稳定，但经过连年战争和敌军占领已是满目疮痍，人力损失极大。奥地利面临重大财政危机而且被迫裁军，战争实力大幅降低，没有俄军和法国财政援助基本不可能收复西里西亚。七年战争的其他交战国已经开始和谈，奥地利、普鲁士和萨克森三方代表于12月30日在萨克森前线附近的胡贝图斯堡启动谈判。

### 1763年

#### 《胡贝图斯堡条约》
腓特烈二世曾打算把东普鲁士送给俄罗斯，换取彼得三世支持他占领萨克森，但凯瑟琳撤军后俄罗斯就不再是交战国，没有参与谈判。三方最后同意恢复战争前的领土划分：奥地利撤出格拉茨伯国，普鲁士全面控制西里西亚并撤出萨克森，恢复腓特烈·奥古斯特二世的统治。经过这些交换，三国边界全面恢复到战前状态。奥地利进一步让步，正式放弃对西里西亚的领土主张，普鲁士承诺在1764年帝王选举支持玛丽亚·特蕾西娅之子约瑟夫大公担任神圣罗马皇帝。1763年，交战各方签署《胡贝图斯堡条约》，结束第三次西里西亚战争。

## 结果

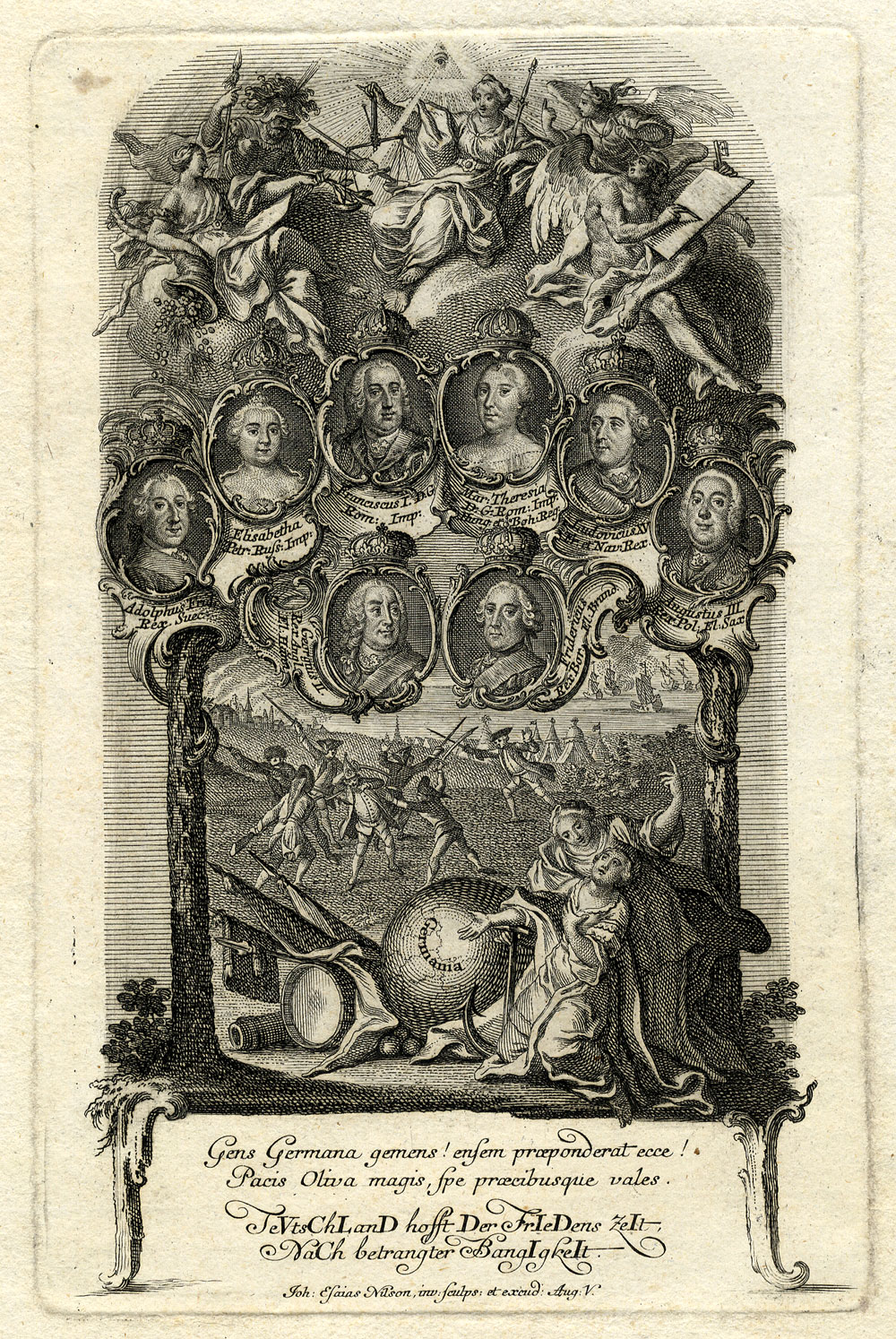
庆祝日耳曼恢复和平的当代雕刻，约翰內斯·埃赛亚斯·尼尔森创作

恢复战前边境表明第三次西里西亚战争各方均未达成参战目标：普鲁士没有取得萨克森任何领土，奥地利也无法收复西里西亚，俄罗斯同样没从普鲁士得到任何好处。不过，历史学家普遍认为战争结局是普鲁士的外交胜利，不但保住西里西亚，还迫使奥地利正式放弃领土主张，将来都没有理由再为西里西亚厉兵秣马。更重要的是，腓特烈二世证明普鲁士完全有资格和奥地利掰手腕，在面临全面瓜分危局之际依然化险为夷、分毫未损。

### 普鲁士
普鲁士经过三次西里西亚战争成长为欧洲新大国，是日耳曼占领先地位的新教国家。普鲁士王国对西里西亚的主权获得普遍认可，奥地利放弃收复该省。腓特烈大帝的个人威望大振，虽然伊莉莎白驾崩导致俄罗斯逆转立场和英国的财政支持对战争走向影响极大，但后人很快就把这些客观因素抛诸脑后，只记得腓特烈大帝英明神武的作战指挥能力。普鲁士在奥地利、俄罗斯、瑞典和法国同时入侵的情况下最终保住地位和领土，在当代史学家看来堪称奇迹。1763年后，世界各国派军官前往普鲁士了解该国超强军事实力的秘密，普鲁士成为世人纷纷仿效的欧洲强国。
历史学家认为三次西里西亚战争是普鲁士崛起的关键，但该国经济和人口无疑受到重创，腓特烈大帝后来大部分统治时间用于重建和恢复。为恢复人口，他继续推行父辈政策，鼓励天主教地区的新教难民迁居普鲁士。应对战争反复贬值货币导致严重的通货膨胀，普鲁士和萨克森经济大动荡。战后该国利用军用粮库和消费税稳定粮价、缓解粮食短缺。普鲁士还建立初步社会福利体制，救助贫民和曾投身西里西亚战争的伤残军人。
普鲁士军队在本次战争中伤亡惨重，约18万人阵亡，军官基本损失殆尽。战后该国无论财政还是人力都不足以把军队恢复到战前标准。普鲁士的常备军直到1772年才恢复到19万人，但曾参与西里西亚战争的资深将官寥寥无几。腓特烈大帝在1778至1779年的巴伐利亞王位繼承戰爭中亲自率领普鲁士军队出击，但部队表现不佳，在1792至1795年的法国大革命战争也没有改善。1806年，拿破仑一世在耶拿會戰大破普军，促使普鲁士彻底改革军队，军事实力此后才逐渐回升。

### 奥地利
第三次西里西亚战争过后，哈布斯堡君主国欠下巨债，军事实力大幅削弱，至少14.5万将士阵亡或失踪。奥地利未能收复西里西亚，也没争得任何领土，但还是保住萨克森，减慢北方宿敌的扩张速度。军队表现远超奥地利王位继承战争，证明玛丽亚·特蕾西娅在王位继承战争后的行政与军事改革切实有效。所以这场战争在很大程度上恢复奥地利的威望，保持奥地利在欧洲体系的主要成员地位。腓特烈二世同意在帝王选举支持约瑟夫大公，等于承认哈布斯堡君主国继续在神圣罗马帝国保持优势地位，只不过这还远远没有达到奥地利对这场战争的期望。
普鲁士的一流大国地位稳固，国王和军队威望持续增强，长期威胁奥地利在日耳曼的霸权地位。西里西亚战争表明哈布斯堡君主国需要持续改革才能保持在欧洲强国政治的主导地位。第三次西里西亚战争失望收场后，玛丽亚·特蕾西娅放弃收复西里西亚的希望，集中精力在国内改革，为将来对抗普鲁士打基础。1761年，哈布斯堡君主国设立新的集权行政和决策机构，简化以往混乱的行政流程。18世纪60至70年代，该国积极改善税收征管，特别是在伦巴第和奥属尼德兰，国家税收大幅增长。为统一各地法律体制，皇室于1766年颁布《特蕾西娅法典》，是该国史上首部通用法典。为提升农民税收，玛丽亚·特蕾西娅在1771至1778年发布众多皇家法令，限制在日耳曼或波希米亚领土强迫农民劳动之举，她的儿子在1781年更进一步，发布《农奴制法令》。哈布斯堡君主国还实施小学义务教育，建立世俗公立学校体系。这些政策史称“特蕾西娅改革”，从多个方向促使哈布斯堡君主国痛定思痛，在此后50多年里走向现代化。

## 脚注
1. 1 2 3  Fraser（2000年），第202页
2. ↑  Wilson（2016年），第478–479页
3. 1 2  Shennan（2005年），第49页
4. ↑  Clark（2006年），第197–198页
5. ↑  Fraser（2000年），第297–301页
6. ↑  Horn（1957年），第449–464页
7. ↑  Black（1990年），第301–323页
8. ↑  Fraser（2000年），第293–294页
9. ↑  Fraser（2000年），第310页
10. 1 2  Asprey（1986年），第427页
11. ↑  Fraser（2000年），第308页
12. ↑  Fraser（2000年），第317–318页
13. 1 2  Black（1994年），第38–52页
14. ↑  Black（1994年），第67–80页
15. ↑  Clark（2006年），第209页
16. ↑  Creveld（1977年），第26–28页
17. ↑  Clark（2006年），第198–199页
18. ↑  Fraser（2000年），第317页
19. ↑  Asprey（1986年），第428页
20. ↑  Fraser（2000年），第318–319页
21. ↑  Asprey（1986年），第430–438页
22. ↑  Fraser（2000年），第324页
23. ↑  Fraser（2000年），第324–326页
24. ↑  Asprey（1986年），第465页
25. ↑  Fraser（2000年），第334–336页
26. ↑  Fraser（2000年），第333页
27. ↑  Fraser（2000年），第331–332页
28. 1 2 3  Clark（2006年），第199–200页
29. ↑  Fraser（2000年），第311–312页
30. 1 2  Fraser（2000年），第337页
31. ↑  Marston（2001年），第37页
32. ↑  Fraser（2000年），第340页
33. 1 2  Luvaas（2009年），第6页
34. ↑  Marston（2001年），第39页
35. ↑  Fraser（2000年），第348–349页
36. ↑  Asprey（1986年），第454页
37. 1 2  Asprey（1986年），第460页
38. ↑  Marston（2001年），第22页
39. ↑  Anderson（2000年），第176页
40. 1 2 3 4  Marston（2001年），第41页
41. ↑  Anderson（2000年），第302页
42. ↑  Fraser（2000年），第359页
43. 1 2  Fraser（2000年），第359–362页
44. ↑  Asprey（1986年），第467页
45. ↑  Asprey（1986年），第469–472页
46. ↑  Fraser（2000年），第369页
47. ↑  Kohlrausch（1844年），第573页
48. ↑  Fraser（2000年），第370–373页
49. ↑  Asprey（1986年），第476–481页
50. ↑  Redman（2014年），第161–167页
51. ↑  Redman（2014年），第166页
52. ↑  Kohlrausch（1844年），第575–576页
53. ↑  Redman（2014年），第173页
54. ↑  Asprey（1986年），第473页
55. ↑  Asprey（1986年），第486页
56. ↑  Fraser（2000年），第380–381页
57. ↑  Clark（2006年），第254–255页
58. ↑  Fraser（2000年），第377–379页
59. ↑  Szabo（2008年），第179–182页
60. ↑  Fraser（2000年），第381–384页
61. ↑  Asprey（1986年），第489页
62. ↑  Fraser（2000年），第384–385页
63. ↑  Szabo（2008年），第148–155页
64. ↑  Fraser（2000年），第387–389页
65. ↑  Asprey（1986年），第494–499页
66. ↑  Szabo（2008年），第162–169页
67. ↑  Fraser（2000年），第398–399页
68. ↑  Asprey（1986年），第501–506页
69. 1 2  Szabo（2008年），第195–202页
70. ↑  Fraser（2000年），第404–405页
71. ↑  Fraser（2000年），第395页
72. ↑  Asprey（1986年），第500页
73. ↑  Fraser（2000年），第406页
74. 1 2 3  Szabo（2008年），第232–233页
75. ↑  Fraser（2000年），第414页
76. ↑  Showalter（2012年），第250页
77. ↑  Luvaas（2009年），第9页
78. 1 2 3  Stone（2006年），第74页
79. ↑  Fraser（2000年），第419–421页
80. ↑  Fraser（2000年），第421–422页
81. ↑  Chisholm（1911年），第353页
82. ↑  Carlyle（1865年），第544–549页
83. ↑  Fraser（2000年），第423页
84. ↑  Carlyle & 1865a，第615页
85. ↑  Carlyle & 1865b，第629–630页
86. ↑  Carlyle & 1865c，第632–636页
87. 1 2  Fraser（2000年），第430–432页
88. ↑  Szabo（2008年），第279–283页
89. ↑  Fraser（2000年），第432–433页
90. 1 2  Carlyle & 1865d，第60–77页
91. 1 2  Fraser（2000年），第438页
92. ↑  Duffy（1974年），第194页
93. ↑  Szabo（2008年），第293页
94. 1 2  Duffy（1974年），第196页
95. ↑  Redman（2014年），第424页
96. ↑  Redman（2014年），第427–428页
97. ↑  Anderson（2000年），第491页
98. ↑  Redman（2014年），第429–431页
99. ↑  Redman（2014年），第435页
100. ↑  Redman（2014年），第452页
101. ↑  Anderson（2000年），第492页
102. ↑  Stone（2006年），第75页
103. ↑  Redman（2014年），第472页
104. 1 2  Clark（2006年），第204–205页
105. ↑  Fraser（2000年），第457–460页
106. ↑  Anderson（2000年），第498页
107. 1 2  Fraser（2000年），第469页
108. ↑  Mitford & Schillinger（2013年），第242–243页
109. ↑  Fraser（2000年），第461页
110. ↑  Carlyle & 1865e，第289–299页
111. ↑  Fraser（2000年），第464页
112. 1 2  Carlyle & 1865f，第311–321页
113. 1 2 3 4 5  Schweizer（1989年），第250页
114. ↑  Fraser（2000年），第467–468页
115. ↑  Hochedlinger（2003年），第343页
116. ↑  Hochedlinger（2003年），第345页
117. 1 2  Carlyle & 1865g，第329–332页
118. ↑  Browning（2005年），第530页
119. ↑  Clark（2006年），第215–219页
120. 1 2  Marston（2001年），第90页
121. ↑  Clark（2006年），第200页
122. 1 2  Clark（2006年），第212–214页
123. ↑  Redman（2014年），第425页
124. 1 2  Clodfelter（2017年），第85页
125. ↑  Clark（2006年），第210–213页
126. ↑  Duffy（1985年），第245页
127. ↑  Clark（2006年），第313页
128. ↑  Ingrao（1994年），第198页
129. 1 2  Clark（2006年），第216页
130. ↑  Hochedlinger（2003年），第346页
131. ↑  Clark（2006年），第212页
132. ↑  Ingrao（1994年），第198–200页
133. ↑  Vocelka（2000年），第157–158页
134. ↑  Ingrao（1994年），第208–210页
135. ↑  Ingrao（1994年），第210–212页
136. ↑  Hochedlinger（2003年），第267页

## 扩展阅读
- Hannay, David McDowall. .  24 (第11版). London: 715–723. 1911.